# 大坪康亮
大坪 康亮（おおつぼ こうすけ、1992年3月27日 - ）は、日本の男性声優。東京都出身。以前は青二プロダクションに所属していた。

## 経歴
テレビアニメ『機動戦士ガンダムSEED』を見たことがきっかけで声優を目指した。
アミューズメントメディア総合学院を経て青二プロダクション所属。
阿佐ヶ谷アニメストリート内SHIROBACOにてSHIROBACOタマ5として働いていた。
2024年1月1日、自身のSNSにて青二プロダクションの退所を発表。

## 人物
資格・免許は英検3級、日本漢字能力検定3級。
趣味は歌唱、ゲーム、スポーツ。特技は卓球。

## 出演

### テレビアニメ
2013年
- 進撃の巨人（市民）

2014年
- ガンダムビルドファイターズトライ（男子生徒）
- くつだる。（グラスドーン）
- 四月は君の嘘（出場者）
- モモキュンソード（鬼イ、武者B）

2015年
- アクエリオンロゴス（堀島）
- ONE PIECE 〜アドベンチャー オブ ネブランディア〜

2016年
- 甲鉄城のカバネリ（狩方衆）
- DAYS（相手チーム、他校部員）

### 劇場アニメ
- なぜ生きる 蓮如上人と吉崎炎上（2016年、無法者）

### ゲーム
2010年代
- 仮面ライダー 超クライマックスヒーローズ（2012年）
- マブラヴ オルタネイティヴ トータル・イクリプス（2013年）
- 討鬼伝 極（2014年、ミタマボイス）
- テイルズ オブ ゼスティリア（2015年）
- 夏色ハイスクル★青春白書 (2015年、摂津啓司)
- ELCHRONICA（2016年）
- 三国烈覇（2019年、郭嘉）

2020年代
- REALIVE!〜帝都神楽舞隊〜（2020年、鯨屋練）

### ドラマCD
- ドラマCD 妖怪アパートの幽雅な日常 EXTRA PART4（2014年、ホテルの客たち）
- BLCD DRAMAtical Murder DramaCD Vol.5（2015年、タクミ）
- GANG×ROCK 皇位争奪トーナメント Entry03 ASTRAGALUS 己を識れよ、世界を賭けよ（2019年、蚊龍連合会）

### ラジオドラマ
- 青山二丁目劇場 『ハムサンド』（2012年、サトシ）
- 青山二丁目劇場 『卒業アルバム』（2012年、アキラ）
- 青山二丁目劇場 『よっくん　後編』（2013年、永山隆之（回想））
- 青山二丁目劇場 『えびす食堂』（2014年、雄太）
- 青山二丁目劇場 『教育会議』（2017年、高校）

### ナレーション
- みんなのニュース (2015年、フジテレビ)
- 荒川静香 Friends+α 2017-18 (2017年4月 - 2018年3月、日テレプラス)
- 荒川静香 Friends+α 2018-19 (2018年4月 - 2019年3月、日テレプラス)
- 荒川静香 Friends+α 2019-20 (2019年4月 - 2020年3月、日テレプラス)
- 荒川静香 Friends+α 2020-21 (2020年4月 - 、日テレプラス)

### 舞台
- 朗読劇「あなたを忘れない」（2020年10月23日 - 29日、Streaming+） - 男性 役（B・C公演）[9][10]

## ディスコグラフィ

### キャラクターソング
| 発売日        | 商品名                            | 歌                           | 楽曲                                      | 備考                                                 |
| ------------- | --------------------------------- | ---------------------------- | ----------------------------------------- | ---------------------------------------------------- |
| 2019年10月2日 | Virgin Sky/愛がある限りここにいる | 帝都東神楽舞隊基地・所属舞官 | 「Virgin Sky」                            | ゲーム『REALIVE!〜帝都神楽舞隊〜』オープニングテーマ |
| 2019年10月2日 | Virgin Sky/愛がある限りここにいる | 帝都東神楽舞隊基地・所属舞官 | 「愛がある限りここにいる」                | ゲーム『REALIVE!〜帝都神楽舞隊〜』エンディングテーマ |
| 2020年3月25日 | 待たされていた I love you!/星の絆 | Crown Clan                   | 「待たされていた I love you!」 「星の絆」 | ゲーム『REALIVE!〜帝都神楽舞隊〜』関連曲             |

### その他参加楽曲
| 発売日        | 商品名 | 歌             | 楽曲             | 備考                                                 |
| ------------- | ------ | -------------- | ---------------- | ---------------------------------------------------- |
| 2015年11月4日 | -      | Vessel Diamond | 「ソラノヒカリ」 | デジタルコミック『スーパースターは眠れない。』挿入歌 |